# Zwart-rosse zandbij
De zwart-rosse zandbij (Andrena clarkella) is een bij uit het geslacht van de zandbijen (Andrena).

## Uiterlijk
De zwart-rosse zandbij heeft een duidelijk verschil tussen de grotere vrouwtjes die 13 tot 15 millimeter groot zijn en de kleinere fragieler gebouwde mannetjes die gemiddeld 10 millimeter zijn. De bij heeft een behaard borststuk en achterschenen van een roodbruine kleur. De vrouwtjes zijn uitgesprokener dieproodbruin van kleur, bij de mannelijke exemplaren is de beharing bleekgeelachtiger en schaarser.

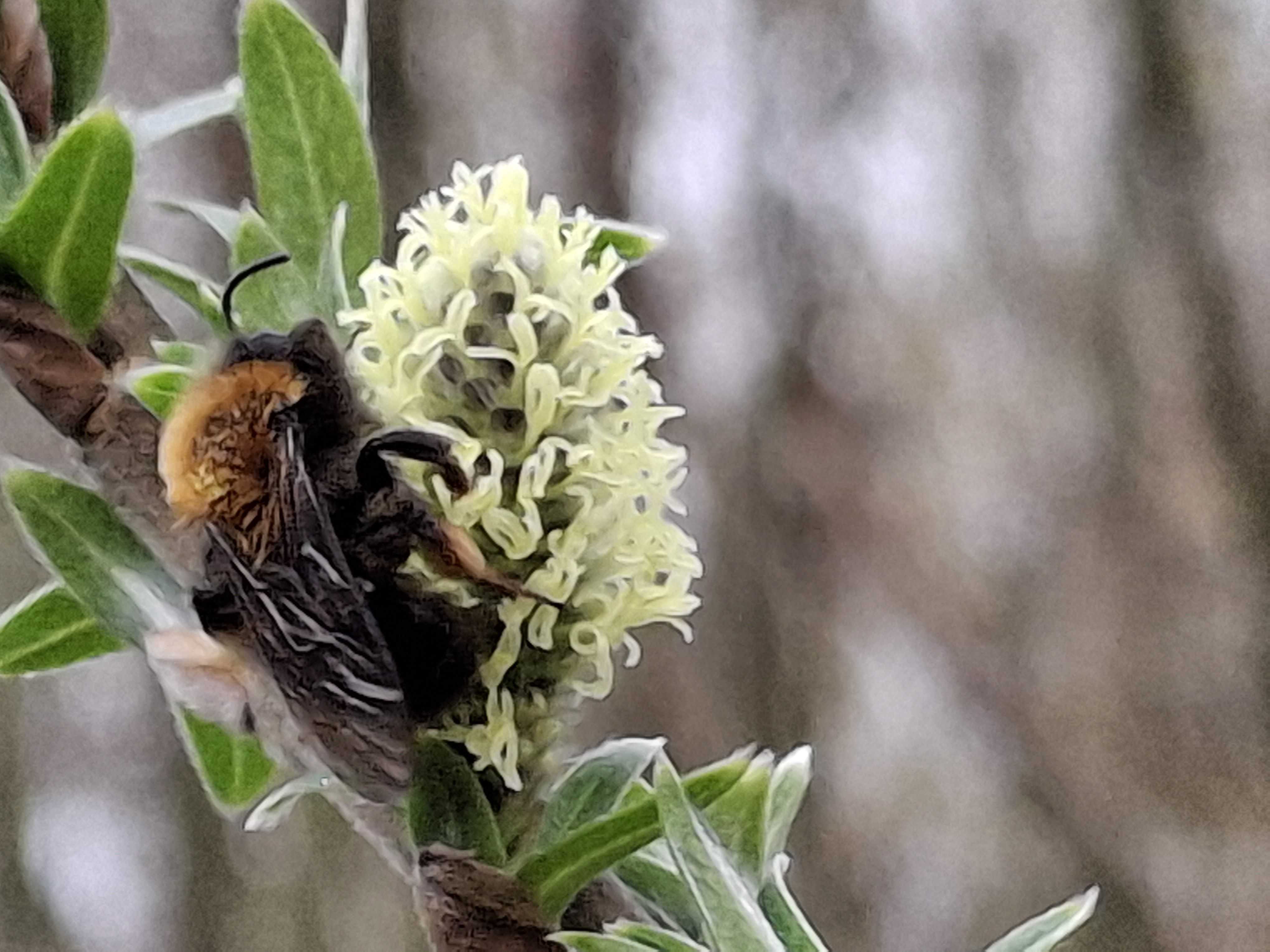
Foeragerende zwart-rosse zandbij.

## Voedselplanten
De vrouwelijke exemplaren bezoeken uitsluitend bloeiende wilgen voor stuifmeel en honing. Het maximale vluchtgebied vanaf de nestplaats is 300 meter. Mannetjes bezoeken ook wilgen maar worden ook waargenomen op het klein hoefblad.

## Nesten
De soort nestelt in kleine groepen in zandgronden. Hij heeft een voorkeur voor plaatsen met weinig begroeiing als zandpaden en lage duinrellen. Als de bij uitvliegt sluit deze de nestingang af. Dit verhindert echter niet dat ook deze bijensoort als parasiet bezocht wordt, in zijn geval door de vroege wespbij, een soort die zijn eitjes legt in het nest waarna de larven zich te goed doen aan de nectar en de bijenlarven. Ook de parasiet sluit de ingang van het nest na het eilegbezoek keurig af.

## Vliegtijd
De bij vliegt al zeer vroeg in het voorjaar. Aan het eind van een zachte winter worden al eind februari zowel mannetjes als vrouwtjes gezien worden. De bij kan al actief worden bij tien graden Celsius. De vrouwtjes overwinteren als imago. De vliegtijd loopt van eind februari tot eind april. De meeste vrouwelijke exemplaren zijn te vinden begin april, de meeste mannelijke eind maart.

## Voorkomen
De soort komt verspreid over Europa voor. De bij komt vrij zeldzaam voor in Nederland en België. De populaties in de lage landen zijn stabiel. In het natuurgebied De Braakman in Zeeuws-Vlaanderen bevindt zich een grote kolonie.